# Josef Korbel
Josef Korbel (Josef Körbel), 1909 - 1997, pai de Madeleine Albright. Embora tenha servido como um diplomata na Checoslováquia, a sua ascedência judaica forçou-o a exilar-se após a invasão nazi em 1939.
Serviu como um conselheiro ao presidente checo exilado em Londres até que os nazis foram derrotados. Retornou à Checoslováquia tendo sido o embaixador deste país na Jugoslávia, mas foi forçado a fugir outra vez durante o golpe comunista em 1948. Após se saber que tinha sido julgado e sentenciado à morte in absentia, foi concedido a Korbel o asilo político nos Estados Unidos.
Foi contratado para ensinar política internacional na Universidade de Denver, e transformou-se no decano de estudos internacionais. Um de seus estudantes foi Condoleezza Rice, primeira mulher negra nomeada conselheira de segurança nacional dos Estados Unidos. Sua filha, Madeleine Albright, foi a primeira mulher a ser nomeada secretária de Estado (ministro dos negócios estrangeiros) dos Estados Unidos. Após a sua morte, a Universidade de Denver estabeleceu o prémio humanitário Josef Korbel em 2000. Embora tenha deixado um legado como um professor político, Korbel também foi controverso. Foi acusado de roubar tesouros de arte e mobiliário de sua casa anterior em Praga antes de sair do país.